# York—Scarborough (circonscription provinciale)
Circonscription électorale provinciale du Canada
York—Scarborough est ancienne une circonscription provinciale de l'Ontario représentée à l'Assemblée législative de l'Ontario de 1955 à 1963.

## Géographie
La circonscription comprenait l'ensemble de l'ancienne ville de Scarborough dans la région de Toronto.

## Historique
| Législature                                                                                                | Années    | Député | Député      | Parti                     |
| --- | --------- | ------ | ----------- | ------------------------- |
| York—Scarborough Circonscription issue de York-Est                                                         |           |        |             |                           |
| 25e | 1955-1959 |        | Dick Sutton | Progressiste-conservateur |
| 38e | 1959-1963 |        | Dick Sutton | Progressiste-conservateur |
| Circonscription dissoute parmir Scarborough-Nord, Scarborough-Est, Scarborough-Centre et Scarborough-Ouest |           |        |             |                           |